# Cesare Cipollini
Cesare Cipollini (Belfort, Francia; 16 de diciembre de 1958-10 de agosto de 2023) fue un ciclista de Italia nacido en Francia especialista en ruta y pista que participó en los Juegos Olímpicos. Participó en cuatro ocasiones en el Giro de Italia y en tres ocasiones de la Milán-San Remo; y era hermano del también ciclista Mario Cipollini.

## Carrera

### Ruta
| Periodo   | Equipo                     |
| --------- | -------------------------- |
| 1978      | Magniflex                  |
| 1979      | Mobili San Giacomo-Benotto |
| 1980      | Famcucine                  |
| 1981      | Selle San Marco            |
| 1982      | Selle Italia-Chinol        |
| 1983-1984 | Dromedario                 |
| 1985      | Maggi-Fanini               |
| 1985      | Fanini-Maggi               |
| 1986      | Magniflex                  |
| 1987      | Pepsi Cola-Alba-Fanini     |
| 1988      | Gis Gelati                 |
| 1989      | Del Tongo                  |
| 1990      | Italbonifica               |

### Juegos Olímpicos
Participó en los Juegos Olímpicos de Montreal 1976 en la modalidad de persecución por equipos donde fue eliminado en los cuartos de final por Unión Soviética.

## Logros

### Torneos
- Gran Premio Calzifici e Calzaturifici Stabbiesi (1): 1976
- Firenze-Viareggio (1): 1977
- Giro delle Tre Provincie (1): 1977
- Giro de Emilia (1): 1983

### Victorias de Etapa
- Prólogo y quinta etapa de la Vuelta a Mendoza de 1987.